# غريغ ولز
غريغ ولز (بالإنجليزية: Greg Wells)‏ هو موسيقي وكاتب أغاني ومنتج أسطوانات كندي، (ولد في بيتيربوروغ في كندا 1968  م).

## وصلات خارجية
- الموقع الرسمي
- غريغ ولز على موقع IMDb (الإنجليزية)
- غريغ ولز على موقع ميوزك برينز (الإنجليزية)
- غريغ ولز على موقع أول ميوزيك (الإنجليزية)
- غريغ ولز على موقع ديسكوغز (الإنجليزية)